# Спомен-биста војводи Петру Бојовићу у Београду
Спомен-биста војводи Петру Бојовићу је споменик у Београду изграђен од бронзе, а налази се у општини Врачар.

## Опште карактеристике
Споменик је посвећен Петру Бојовићу (Мишевићи код Нове Вароши, 4/16. јул 1858 — Београд, 19. јануар 1945) српском и југословенском војводи (фелдмаршал).
Биста је постављена 1993. године, а налази се у Парку војводе Петра Бојовића који је оивичен Крунском, Курсулином, Кичевском и Баба Вишњином улицом. Спомен-биста израђена је од бронзе, постамент од мермера, а дело је српске скулпторке Дринке Радовановић.